# Kryptonesticus georgescuae
Espèce
Kryptonesticus georgescuae est une espèce d'araignées aranéomorphes de la famille des Nesticidae.

## Distribution
Cette espèce est endémique du județ de Constanța en Roumanie,. Elle ne se rencontre qu'à proximité de Mangalia, dans la grotte de Movile.

## Description
Cette araignée troglobionte est aveugle.

## Étymologie
Cette espèce est nommée en l'honneur de Maria Georgescu.

## Publication originale
- Nae, Sarbu & Weiss, 2018 : Kryptonesticus georgescuae spec. nov. from Movile Cave, Romania (Araneae: Nesticidae). Arachnologische Mitteilungen/Arachnology Letters, vol. 55, p. 22-24.